# Fredrik Strømstad
Fredrik Strømstad (Kristiansand, 20 gennaio 1982) è un calciatore norvegese,  centrocampista del Donn.

## Carriera

### Club

#### Gli inizi con Start e Bærum
Strømstad ha cominciato la carriera con la maglia dello Start. Ha esordito nel club, all'epoca militante nella 1. divisjon, in data 13 maggio 2001, quando ha sostituito Tom Berhus nel pareggio per 1-1 contro il Tromsdalen. Il 10 giugno ha segnato la prima rete, nel successo per 4-1 sul Kongsvinger. A fine stagione, la squadra ha centrato la promozione nell'Eliteserien.
Strømstad ha potuto allora debuttare nella massima divisione norvegese il 14 aprile 2002, subentrando a Kristofer Hæstad nel pareggio casalingo per 1-1 contro lo Stabæk. Il 5 maggio ha realizzato il primo gol in campionato, sancendo il definitivo 1-1 contro il Viking.
Nello stesso anno, è stato ceduto in prestito al Bærum, club di 2. divisjon, per cui ha disputato 8 incontri e ha messo a referto 3 marcature.

#### Il rientro allo Start
Terminato il prestito, Strømstad ha fatto ritorno allo Start, con il club nel frattempo retrocesso in 1. divisjon. Al termine del campionato 2004, però, la squadra è riuscita a riconquistare la promozione. Dopo altre tre stagioni nella massima divisione norvegese, la formazione è retrocessa nuovamente in 1. divisjon.

#### Le Mans ed il prestito allo Start
Il 13 giugno 2008, lo Start ha annunciato sul proprio sito internet la cessione del centrocampista ai francesi del Le Mans, a partire dal 7 luglio successivo. Ha esordito nella Ligue 1 il 9 agosto, sostituendo Alphousseyni Keita nella sconfitta casalinga per 0-1 contro il Lorient. Ha giocato 23 incontri di campionato, nella sua prima stagione al nuovo club. Nella seconda annata al Le Mans, lo spazio si è assottigliato ed il norvegese ha totalizzato 3 apparizioni nella Ligue 1.
Così, nell'estate 2010, Strømstad ha fatto ritorno allo Start, con la formula del prestito annuale. È tornato a giocare nell'Eliteserien il 12 settembre, quando è stato titolare nella sconfitta per 3-2 sul campo del Lillestrøm. Ha giocato altri 23 incontri per lo Start, tra campionato e coppa, fino all'estate seguente.

#### Il ritorno in Francia
Nell'estate 2011, è tornato al Le Mans per fine prestito. Ha ritrovato il club nella Ligue 2 ed ha avuto maggiore spazio rispetto all'ultimo campionato in squadra. Ha vestito nuovamente la maglia del club francese il 9 agosto, in occasione del successo per 0-2 sul campo dell'Istres, in un incontro valido per l'edizione stagionale della Coupe de la Ligue. Si è svincolato al termine della stagione.

#### Nuovamente allo Start e le serie minori
Il 1º agosto 2012, è tornato allo Start a titolo definitivo. Il 15 novembre successivo, è stato annunciato che non gli sarebbe stato rinnovato il contratto, in scadenza al 31 dicembre. A fine stagione, si è svincolato. L'11 gennaio 2013, ha annunciato il ritiro dall'attività agonistica.
L'11 ottobre successivo, ha fatto ritorno sui suoi passi e ha firmato per il Tigerberget, formazione militante nella 6. divisjon. L'anno seguente ha giocato alcune partite per la squadra riserve del Donn. Il 4 settembre è stato convocato per la partita che la prima squadra avrebbe disputato contro il Vindbjart, valida per la 2. divisjon. È sceso in campo all'inizio del secondo tempo, con la sua squadra che è stata sconfitta in casa per 1-3.

### Nazionale
Strømstad ha giocato 2 partite per la Norvegia under 21. Ha debuttato il 20 maggio 2002, sostituendo Espen Hoff nel pareggio per 1-1 contro l'Olanda. Conta anche 18 apparizioni per la Nazionale maggiore, con 2 reti all'attivo: la prima di queste presenze è datata 12 ottobre 2005, nel successo per 0-1 in casa della Bielorussia. Il 2 settembre 2006 ha realizzato il primo gol, nel successo per 1-4 sull'Ungheria.

## Statistiche

### Presenze e reti nei club
Statistiche aggiornate al 4 settembre 2015.
| Stagione       | Club           | Campionato     | Campionato | Campionato | Coppe nazionali | Coppe nazionali | Coppe nazionali | Coppe continentali | Coppe continentali | Coppe continentali | Supercoppe | Supercoppe | Supercoppe | Totale | Totale |
| Stagione       | Club           | Comp           | Pres       | Reti       | Comp            | Pres            | Reti            | Comp               | Pres               | Reti               | Comp       | Pres       | Reti       | Pres   | Reti   |
| -------------- | -------------- | -------------- | ---------- | ---------- | --------------- | --------------- | --------------- | ------------------ | ------------------ | ------------------ | ---------- | ---------- | ---------- | ------ | ------ |
| 2001           | Start          | 1D             | 25         | 3          | CN              | 1               | 0               | -                  | -                  | -                  | -          | -          | -          | 26     | 3      |
| gen.-ago. 2002 | Start          | ES             | 14         | 2          | CN              | 3               | 0               | -                  | -                  | -                  | -          | -          | -          | 17     | 2      |
| ago.-dic. 2002 | Bærum          | 2D             | 8          | 3          | CN              | -               | -               | -                  | -                  | -                  | -          | -          | -          | 8      | 3      |
| 2003           | Start          | 1D             | 27         | 3          | CN              | 2               | 0               | -                  | -                  | -                  | -          | -          | -          | 29     | 3      |
| 2004           | Start          | 1D             | 28         | 4          | CN              | ?               | 1               | -                  | -                  | -                  | -          | -          | -          | 28+    | 5      |
| 2005           | Start          | ES             | 24         | 4          | CN              | 3               | 0               | -                  | -                  | -                  | -          | -          | -          | 27     | 4      |
| 2006           | Start          | ES             | 26         | 1          | CN              | 4               | 0               | -                  | -                  | -                  | -          | -          | -          | 30     | 1      |
| 2007           | Start          | ES             | 21         | 1          | CN              | 1               | 0               | -                  | -                  | -                  | -          | -          | -          | 22     | 1      |
| gen.-lug. 2008 | Start          | 1D             | 12         | 1          | CN              | 0               | 0               | -                  | -                  | -                  | -          | -          | -          | 12     | 1      |
| 2008-2009      | Le Mans        | L1             | 23         | 0          | CF+CL           | 3+0             | 0               | -                  | -                  | -                  | -          | -          | -          | 26     | 0      |
| 2009-2010      | Le Mans        | L1             | 3          | 0          | CF+CL           | 0               | 0               | -                  | -                  | -                  | -          | -          | -          | 3      | 0      |
| ago.-dic. 2010 | Start          | ES             | 6          | 0          | CN              | -               | -               | -                  | -                  | -                  | -          | -          | -          | 6      | 0      |
| gen.-lug. 2011 | Start          | ES             | 14         | 0          | CN              | 3               | 0               | -                  | -                  | -                  | -          | -          | -          | 17     | 0      |
| 2011-2012      | Le Mans        | L2             | 13         | 0          | CF+CL           | 1+3             | 0               | -                  | -                  | -                  | -          | -          | -          | 17     | 0      |
| Totale Le Mans | Totale Le Mans | Totale Le Mans | 39         | 0          |                 | 7               | 0               |                    | -                  | -                  |            | -          | -          | 46     | 0      |
| ago.-dic. 2012 | Start          | 1D             | 15         | 1          | CN              | -               | -               | -                  | -                  | -                  | -          | -          | -          | 15     | 1      |
| Totale Start   | Totale Start   | Totale Start   | 192        | 20         |                 | 16+             | 1               |                    | -                  | -                  |            | -          | -          | 208+   | 21     |
| 2014           | Tigerberget    | 6D             | ?          | ?          | CN              | -               | -               | -                  | -                  | -                  | -          | -          | -          | ?      | ?      |
| set.-dic. 2015 | Donn           | 2D             | 1          | 0          | CN              | -               | -               | -                  | -                  | -                  | -          | -          | -          | 1      | 0      |
| Totale         | Totale         | Totale         | 240+       | 23+        |                 | 23+             | 1               |                    | -                  | -                  |            | -          | -          | 263+   | 24+    |

### Cronologia presenze e reti in Nazionale
| Cronologia completa delle presenze e delle reti in nazionale ― Norvegia | Cronologia completa delle presenze e delle reti in nazionale ― Norvegia | Cronologia completa delle presenze e delle reti in nazionale ― Norvegia | Cronologia completa delle presenze e delle reti in nazionale ― Norvegia | Cronologia completa delle presenze e delle reti in nazionale ― Norvegia | Cronologia completa delle presenze e delle reti in nazionale ― Norvegia | Cronologia completa delle presenze e delle reti in nazionale ― Norvegia | Cronologia completa delle presenze e delle reti in nazionale ― Norvegia |
| Data                                                                    | Città                                                                   | In casa                                                                 | Risultato                                                               | Ospiti                                                                  | Competizione                                                            | Reti                                                                    | Note                                                                    |
| ----------------------------------------------------------------------- | ----------------------------------------------------------------------- | ----------------------------------------------------------------------- | ----------------------------------------------------------------------- | ----------------------------------------------------------------------- | ----------------------------------------------------------------------- | ----------------------------------------------------------------------- | ----------------------------------------------------------------------- |
| 12-10-2005                                                              | Minsk                                                                   | Bielorussia                                                             | 0 – 1                                                                   | Norvegia                                                                | Qual. Mondiali 2006                                                     | -                                                                       |                                                                         |
| 12-11-2005                                                              | Oslo                                                                    | Norvegia                                                                | 0 – 1                                                                   | Rep. Ceca                                                               | Qual. Mondiali 2006                                                     | -                                                                       |                                                                         |
| 16-11-2005                                                              | Praga                                                                   | Rep. Ceca                                                               | 1 – 0                                                                   | Norvegia                                                                | Qual. Mondiali 2006                                                     | -                                                                       |                                                                         |
| 24-5-2006                                                               | Oslo                                                                    | Norvegia                                                                | 2 – 2                                                                   | Paraguay                                                                | Amichevole                                                              | -                                                                       |                                                                         |
| 1-6-2006                                                                | Oslo                                                                    | Norvegia                                                                | 0 – 0                                                                   | Corea del Sud                                                           | Amichevole                                                              | -                                                                       |                                                                         |
| 16-8-2006                                                               | Oslo                                                                    | Norvegia                                                                | 1 – 1                                                                   | Brasile                                                                 | Amichevole                                                              | -                                                                       |                                                                         |
| 2-9-2006                                                                | Budapest                                                                | Ungheria                                                                | 1 – 4                                                                   | Norvegia                                                                | Qual. Euro 2008                                                         | 1                                                                       |                                                                         |
| 6-9-2006                                                                | Oslo                                                                    | Norvegia                                                                | 2 – 0                                                                   | Moldavia                                                                | Qual. Euro 2008                                                         | 1                                                                       |                                                                         |
| 8-10-2006                                                               | Atene                                                                   | Grecia                                                                  | 1 – 0                                                                   | Norvegia                                                                | Qual. Euro 2008                                                         | -                                                                       |                                                                         |
| 15-11-2006                                                              | Belgrado                                                                | Serbia                                                                  | 1 – 1                                                                   | Norvegia                                                                | Amichevole                                                              | -                                                                       |                                                                         |
| 24-3-2007                                                               | Oslo                                                                    | Norvegia                                                                | 1 – 2                                                                   | Bosnia ed Erzegovina                                                    | Qual. Euro 2008                                                         | -                                                                       |                                                                         |
| 28-3-2007                                                               | Francoforte                                                             | Germania                                                                | 2 – 2                                                                   | Norvegia                                                                | Qual. Euro 2008                                                         | -                                                                       |                                                                         |
| 6-2-2008                                                                | Wrexham                                                                 | Galles                                                                  | 3 – 0                                                                   | Norvegia                                                                | Amichevole                                                              | -                                                                       |                                                                         |
| 26-3-2008                                                               | Podgorica                                                               | Montenegro                                                              | 3 – 1                                                                   | Norvegia                                                                | Amichevole                                                              | -                                                                       |                                                                         |
| 28-5-2008                                                               | Oslo                                                                    | Norvegia                                                                | 2 – 2                                                                   | Uruguay                                                                 | Amichevole                                                              | -                                                                       |                                                                         |
| 20-8-2008                                                               | Oslo                                                                    | Norvegia                                                                | 1 – 1                                                                   | Irlanda                                                                 | Amichevole                                                              | -                                                                       |                                                                         |
| 11-10-2008                                                              | Glasgow                                                                 | Scozia                                                                  | 0 – 0                                                                   | Norvegia                                                                | Qual. Mondiali 2010                                                     | -                                                                       |                                                                         |
| 11-2-2009                                                               | Düsseldorf                                                              | Germania                                                                | 0 – 1                                                                   | Norvegia                                                                | Amichevole                                                              | -                                                                       |                                                                         |
| Totale                                                                  |                                                                         | Presenze                                                                | 18                                                                      |                                                                         | Reti                                                                    | 2                                                                       |                                                                         |